# امپراتوری دوم فرانسه
امپراتوری دوم فرانسه یا دومین امپراتوری فرانسه به رژیم پادشاهی بناپارتی ناپلئون سوم از ۱۸۵۲ تا ۱۸۷۰ میلادی؛ یعنی بازه زمانی میان دو رژیم جمهوری دوم فرانسه و جمهوری سوم این کشور گفته می‌شود که با شکست در جنگ فرانسه و پروس سرنگون شد و واپسین حکومت سلطنتی در تاریخ فرانسه است.

## برآمدن ناپلئون سوم
جمهوری دوم با نمونهٔ نخستینش یک تفاوت داشت و آن اینکه در نتیجه عملکرد امپراتوری ناچار بود مردم را به سوی آشتی ابدی و دادگری رهنمون سازد. ناتوانی این رژیم در بهره‌گیری از اختیارات این دستگاه فرمانروا همچون رای همگانی مردم، سود بردن از ابزارهای زندان و تبعید، رسوا کردن رژیم‌های پیرو الیگارشی، سبب پدید آمدن پرسش‌های فراوانی در بین مردمان شد که اینان در پاسخ بدان درماندند. این وضعیت سبب بازگشت «اندیشهٔ ناپلئونی» به کشور شد. با مراجعه به رای مردم یک نماینده را برای پاسداری از دموکراسی می‌بایست برگزینند که او برترین مردمان بود. او همچنین نمایندهٔ ناپلئون یکم بود؛ فرزند انقلاب و پاسدار دورهٔ انقلابی.
در ۱۴ ژانویهٔ ۱۸۵۲ ناپلئون سوم یک نظام‌نامهٔ ضد پارلمانی را پایه‌ریزی کرد. این نظام‌نامه به راستی باززایندهٔ نظام‌نامه سال ۱۸۴۸ بود. همهٔ قدرت به امپراتور سپرده شد و اکنون او قَیِّم مردم بود. مردم که دیگر هیچ توانی برای اصلاحات نداشتند تنها امیدوار به نیک‌خواهی امپراتور ماندند. او کنسول‌هایی را برای آماده‌سازی قانون گمارد و سنا تبدیل به یک بخش سازنده و اساسی امپراتوری شد. یک نوآوری انجام شد و آن پدیدآوردن بدنهٔ قانون‌گذار با رای همگانی بود، البته هم قانون‌ها را قوه مجریه پیشنهاد می‌داد. در ۲ دسامبر ۱۸۵۲ در حالی که هنوز اندیشهٔ ناپلئونی و ترس از هرج و مرج بر همه چیره بود یک همه‌پرسی برای گزینش امپراتور انجام شد که همه یکصدا به ناپلئون سوم رای دادند.
ناپلئون سوم به زودی به همگان نشان داد که دادگری با آزادی یکسان نیست. او به زودی روح ملی فرانسویان را که در رای همگانی، روزنامه‌نگاری، پارلمان، آموزش و پرورش و انجمن‌ها آفریده شده بود زمین‌گیر ساخت. قوهٔ مقننه اجازه نداشت نه رئیسی برای خویش برگزید نه رویه‌ای را پیش گیرد نه لایحه یا قانونی را تصویب کند نه جزئیات بودجه را از دید بگذراند و نه از افکار عمومی آگاهی داشته‌باشد یا نظرسنجی‌ای انجام دهد. همچنین حق رای همگانی را با گماردن کسانی برای نظارت و کنترل بر رای مردم و دستکاری در رای‌های ایشان خدشه‌دار نمود. همچنین نشریات و مطبوعات را نیز برای سانسور زیر فشار گذاشت. همچنین برخورد مخالفانش را زیر ذره‌بین بدبینی خویش گذاشت. حملهٔ یک جوان ایتالیایی به نام فلیچه اورسینی به امپراتور در سال ۱۸۵۸ بهانهٔ خوبی بود تا رژیم فشار را به بهانهٔ امنیت همگانی بیشتر کند. تبعید، بازداشت و نفیِ بلد همگی بدون محاکمه افزایش یافت. نظارت سختگیرانه بر امر آموزش بیشتر شد و آموزش فلسفه نیز نهی شد.
برای هفت سال فرانسه زندگی سیاسی نداشت. امپراتوری با همه‌پرسی‌های چندگانه به فرمانروایی می‌پرداخت. پس از سال ۱۸۵۷ اپزیسیون دیگر وجود نداشت، تا سال ۱۸۶۰ شمار اپوزیسیون به این پنج تن رسیده بود:داریمون، امیل الیویه، هنون، ژول فاور و ارنس پیکار. همچنین هواخواهان پادشاهی نیز به سستی گراییده بودند.

## سراشیبی
ناپلئون سوم پس از چند رویداد نزدیک به هم بسیار شاد و خشنود گشته بود؛ نخست جنگ کریمه که پس از صلح روسیه را از دریای سیاه دور نگاه داشته بود، و دیگر زاده شدن اوژن بوناپارت که نشان از این می‌داد که پادشاهی‌اش پس از او بی‌جانشین نخواهد ماند.
او پس از ایتالیا، فرانسه را به سوی جنگ با امپراتوری اتریش رهبری نمود. فرانسه پیروز شد و نیس و ساووا را به دست آورد ولی کاتولیک‌ها که از امپراتوری پشتیبانی می‌کردند از هتک حریم ایتالیا رنجیدند. اپوزیسیون تندروی کاتولیک سر برآورد و حتی هنگام فرستادن گروهی به سوریه برای یاری رساندن به مارونی‌های ستمدیده کاتولیک به دست دروزی‌ها در سال ۱۸۶۰ نیز خاموش نشدند. از سوی دیگر امضای پیمان بازرگانی با انگلستان در ژانویه ۱۸۶۰ برای صنعت فرانسه یک شوک بزرگ بود. پشتیبانان صنعت بومی و کاتولیکها خواستار یک استبداد دست کم اخلاقی شدند.
در ۱۶ اوت ۱۸۵۹ ناپلئون در بازگشت از ایتالیا فرمان عفو عمومی داد. این نشانگر آغاز چرخش پادشاهی او به سوی آزادی بود که در ده ساله پایانی فرمانروایی‌اش پی گرفته شد.

### آزادی مطبوعات
ناپلئون کم‌کم از محدودیتها کاست. در ۲۴ نوامبر ۱۸۶۰ هنگامی که به خیانت وزیرش شک کرد دست به یکسری اصلاحات زد. به روزنامه‌ها اجازه داد تا بحث‌های پارلمانی را به بیرون منتقل کنند.
او به کاتولیک‌ها امتیازات ویژه‌ای داد. آزادی را بیشتر کرد. در ۱۸۶۱ قانون بودجه را اصلاح کرد؛ ولی با همه اینها جنگ‌های درونی آمریکا بر بحران بازرگانی افزود. فشار مخالفان برای رقابت با انگلیس وی را ناچار کرد تا راه بازرگانی با چین را بگشاید. در سال ۱۸۶۳ در مکزیک مداخله نظامی کرد که البته نافرجام ماند. از ۱۸۶۱ تا ۱۸۶۳ بخت خویش را در گشودن مستعمره‌هایی در کشور چین و آنام آزمود. در سیاست اروپایی او تناقضی آشکار شد. دلبستگی او به ایتالیا آرزوهایی را در سر او نسبت به دیگر ملت‌های اروپایی برانگیخت. اعلامیه پادشاهی ایتالیا در ۱۸ فوریه ۱۸۶۱ پس از انضمام دوک‌نشین بزرگ توسکانی و پادشاهی ناپل زنگ خطر را به صدا درآورد.
در ۱۸۶۳ لهستان، شلسویگ و هولشتاین خواستار به رسمیت شناخته شدن گردیدند. اینان در ایتالیا با هم یکی شدند بدون اینکه پایتختی داشته باشند.

### یگان آزاد
ناپلئون که آرزوهایش را در ایتالیا از دست رفته می‌دید گذاشت تا آلمان بر دانمارک بر سر پرسمان شلسویگ-هولشتاین به پیروزی برسد. این تناقض‌های سیاسی او سبب شد تا مخالفانش در برگیرندهٔ کاتولیک‌ها، جمهوری‌خواهان و آزدای‌خواهان در جبههٔ واحدی به نام یگان آزاد گرد هم بیایند. انتخابات می و ژوئن ۱۸۶۳ چهل کرسی را ازآن اپوزیسیون کرد و آدولف تیر به ریاست مجلس رسید. او خواستار آزادی‌های بیشتری شد.
برای امپراتور سخت بود که این لغزش‌های درونی و درماندگی‌های بیرونی را برتابد، او دیگر توان سرکوب این موج‌های خروشان را نداشت. مجلس وزیرانی را برگمارد از آن دسته یک فرد ضد روحانی به نام ژان ویکتور دوروی وزیر آموزش شد که چندی پس از آن اعتراض کلیسا نسبت به برنامهٔ درسی او در ۱۸۶۴ را به دنبال داشت.
به هر روی مجلس زیر رهبری تیر بیش از دودمان پادشاهی به قانون اساسی بها می‌داد؛ ولی باز اپوزیسیون تبعیدی جمهوری‌خواه وجود داشت که سخنگوی توانایی چون ویکتور هوگو یکی از عضوهای آن بود.
به هر روی در ۱۵ سپتامبر پیمانی بسته شد که کنترل ایالت پاپال را به ایتالیا می‌سپرد. همچنین دربارهٔ پرسمان شلسویگ-هولشتاین در ۳۰ اکتبر ۱۸۶۴ پیمانی به امضا رسید.

### برخاستنپروس
در سال ۱۸۶۶ پروس توانست اتریش را شکست دهد و به عنوان یک قدرت در اروپا خودنمایی کند. در درون فرانسه از آنجا که امپراتور آزادی را به‌طور کامل اهدا نکرده بود چند دستگی رخ داد و دوباره صدای اعتراض‌ها بلند شد. در ۱۹ ژانویه ۱۸۶۷ ناپلئون دستوری را بیان کرد؛ به برخی از مخالفان چون الیویه نزدیک شد و اصلاحات بیشتری را به جریان انداخت. این اصلاحات شامل بازنگری در نظارت بر مطبوعات و حق گردآمدن مردم بود. او آزادی بیان را تصویب کرد. با این همه به زودی آشکار شد که جمهوریخواهان آشتی‌ناپذیرند.

### گرایش‌های کارگری
اصلاحات بازرگانی تحولاتی را در پی داشت. پیر ژوزف پرودون به کمونیسم تاخت؛ ولی کم‌کم چنین اندیشه‌هایی با نگره‌های اشتراکی کارل مارکس و تئوری‌های انقلابی میخائیل باکونین رو به ضعف نهاد. نخستین کنگره انترناسیونال برپا گردید و به موضوعات کارگری در آن پرداخته شد. جمهوری‌خواهان که بیشتر از فرهیختگان طبقهٔ متوسط بودند به همراه اشتراکی‌گرایان بیشتر از طبقهٔ کارگران رژیم پادشاهی را دربرگرفته بودند. ایشان دست به یک سری کارهای انقلابی و اعتصاب زدند.انتخابات مهٔ ۱۸۶۹ ضربه سختی را به بنیاد پادشاهی وارد آورد.

### همه‌پرسی سال ۱۸۷۰
پس از انتخابات ۲ ژانویه ۱۸۷۰ جمهوریخواهان خواستار برافتادن پادشاهی شدند. اینان بر این باور بودند که آزادی و فرمان در یکجا با هم نمی‌گنجند. کشته شدن یک روزنامه‌نگار به نام ویکتور نوا به دست پیر بوناپارت، یک تن از خانواده پادشاهی دستاویز خوبی را به دست انقلابی‌ها داد؛ ولی امپراتور باز توانست در همه‌پرسی ۸ مه ۱۸۷۰ به سود پادشاهی رای بیاورد. این پیروزی که می‌توانست پایه‌های امپراتوری را استوارتر سازد، واژگونی‌اش را آسان ساخت. امپراتور در راه نبرد سدان با پروس بود که دید یارانش از او سرپیچی کرده و سپاه را خلع سلاح نموده‌اند و این پایان کار امپراتوری او بود.